# ثقافة التنمر
ثقافة التنمر هي السياق أو الموضع الذي يكون نمط التنمر السلوكي به أمرًا عاديًا أو روتينيًا. وهو يرتبط بعدم توازن القوى الاجتماعية أو المادية أو غيرها من القوى التي تشتمل على الشخص أو المجموعة.
وتشتمل ثقافة التنمر على الأنشطة اليومية والطريقة التي يتعلق بها كل شخص بالآخر. وتركز ثقافة التنمر على طريقة تفكير الرابح / الخاسر. كما أنها تشجع كذلك على السيطرة والعدوانية.

## المراجع

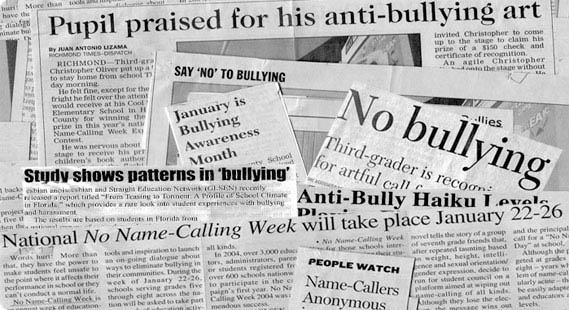
Newspaper headlines about bullying

## مواقع الويب الأخرى
- "Tips to Help the Bullying Bystander" at education.com
- "Tackling the Bullying Culture in Japan's Schools" at jakartaglobe.com
- "Bullying kids learn tactics from our bullying culture" at mlive.com